# コーシーの冪根判定法
コーシーの冪根判定法(―のべきこんはんていほう、root test) とは、無限級数の収束性を判定する方法の一つである。とりわけ、冪級数に関連することに有用である。「コーシーの冪根判定法」という名前は、これを最初に発見したオーギュスタン＝ルイ・コーシーに由来する。
{\displaystyle C=\limsup _{n\rightarrow \infty }{\sqrt[{n}]{|a_{n}|}}}
（"lim sup" は上極限を意味する）とするとき、C < 1 であれば級数は収束し、C > 1 であれば発散する。C = 1 ならば、この判定法ではどちらとも言えない。もし、級数の項が c を中心とする冪級数
{\displaystyle \sum _{n=0}^{\infty }a_{n}(z-c)^{n}}
の係数であれば、この冪級数の収束半径は 1/C である。これは、0 の逆数として考えた ∞ も含む。

## 証明
証明は、比較判定法を利用したものである。もし、全ての {\displaystyle n\geq N} に対し {\displaystyle {\sqrt[{n}]{a_{n}}}<k<1} ならば、{\displaystyle a_{n}<k^{n}<1} が成立する。比較判定法より、幾何級数 {\displaystyle \sum _{i=N}^{\infty }k^{i}} が収束すれば、{\displaystyle \sum _{i=N}^{\infty }a_{n}} もまた収束する。
もし、{\displaystyle {\sqrt[{n}]{a_{n}}}>1} ならば、{\displaystyle \sum _{i=N}^{\infty }1} と比較して級数は発散する。an が非正である場合の絶対収束性は、{\displaystyle {\sqrt[{n}]{|a_{n}|}}} を用いれば同様にして証明できる。

## 関連記事
- ダランベールの収束判定法
- 収束半径